# ラザロ・スパランツァーニ

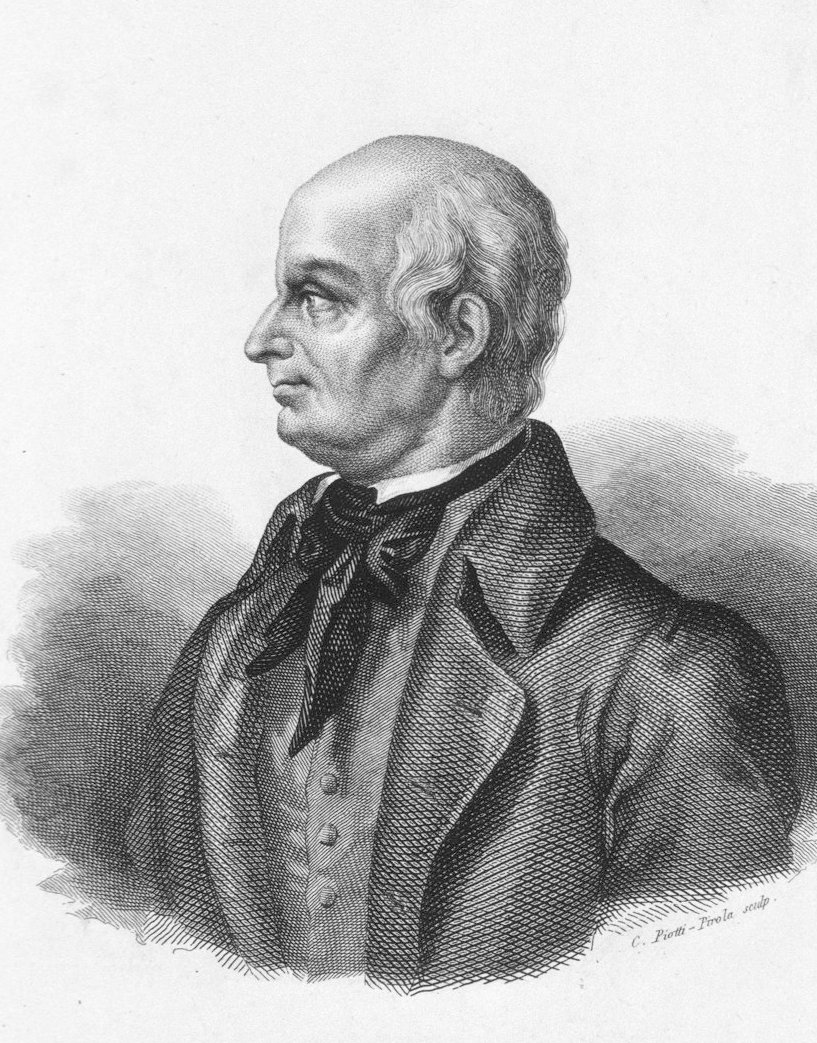
スパランツァーニの肖像

ラザロ・スパランツァーニ (Lazzaro Spallanzani, 1729年1月10日 - 1799年2月12日) は、イタリアの博物学者。実験動物学の祖と呼ばれている。

## 業績
はじめボローニャ大学で法律を学んだが、従姉妹であったラウラ・バッシの勧めを受けて自然科学に進み、レッジョ・モデナ・パヴィア各大学の教授をつとめた。生物学に実験の必要なことを説き、呼吸、循環・再生などを実験的に研究、両生類の人工受精にも成功した。また、微生物の自然発生説を否定したことでも知られている。
また、コウモリは目隠しをしても障害物をよけて飛行できるが、耳もふさいでしまうと飛び立つことすらできないことを実験で確認し、聴覚で周囲を「視て」いるのではないかという仮説を立てている。これが超音波による反響定位であることが実証されるのは、超音波測定装置が発明される20世紀に入ってからである。
動物の消化のプロセスを解明するために、リンネルの袋に入った食べ物を呑み込み、時間経過後に吐き出すという自己実験を行っている。

## 自然発生説の否定

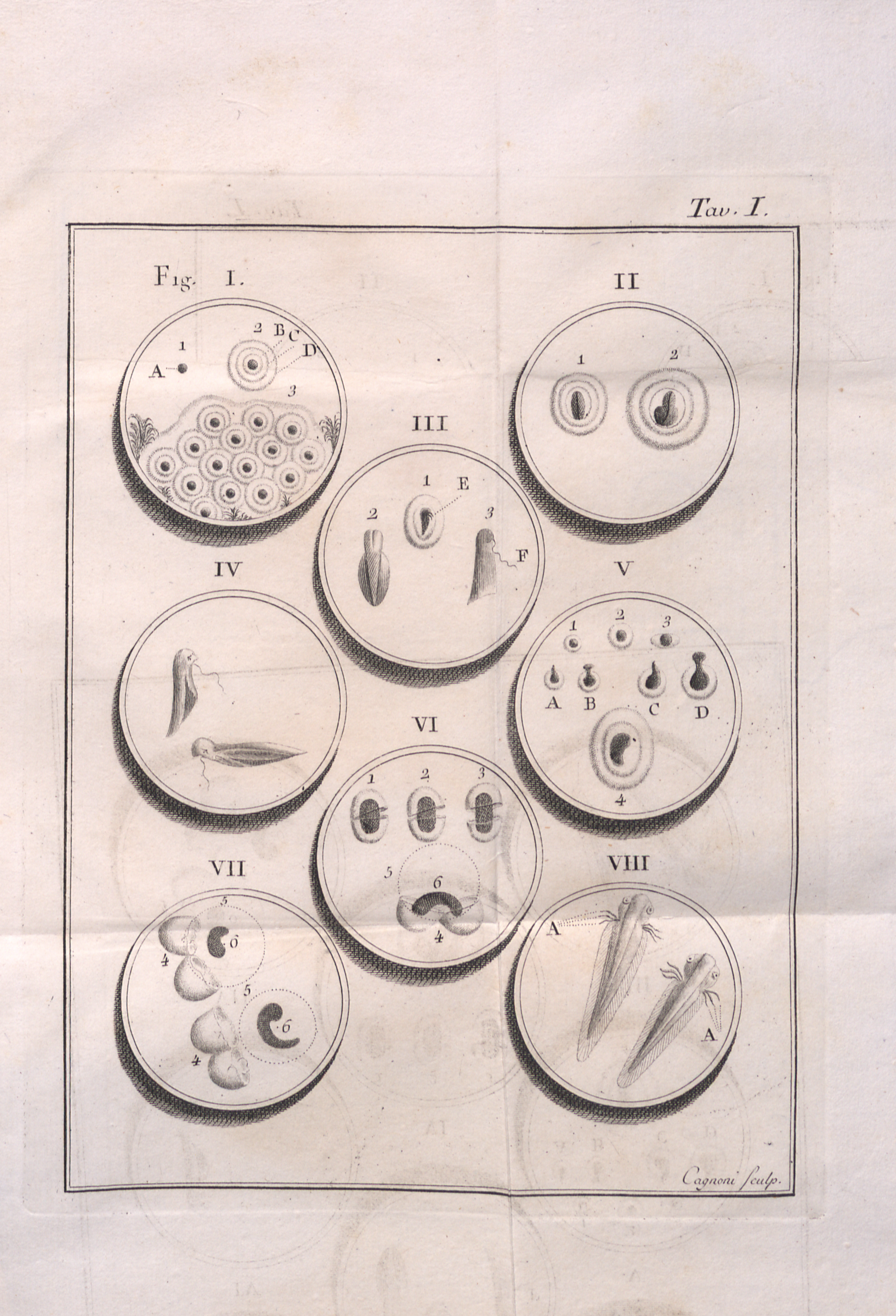
Dissertazioni di fisica animale e vegetabile, 1780

フランチェスコ・レディの実験により、ハエのような動物が自然発生しないことは証明されたが、微生物が自然発生しないことは当時証明されていなかった。1765年、スパランツァーニはフラスコに入れたスープを加熱殺菌し、フラスコの口を溶かして密封する実験を行い、微生物も自然発生しないことを確かめた。しかし、この実験では密封したことにより発生できなくなっただけだとするジョン・ニーダムの反論を招いた。これは後に、ルイ・パスツールの実験により確認され、生物の自然発生説は完全に否定された。
 ウィキメディア・コモンズには、ラザロ・スパランツァーニに関するカテゴリがあります。